# علاء خير
علاء خير (1 أبريل 1985) هو مصور ضوئي ومصور سينمائي ومهندس ميكانيكي سوداني. وأحد مؤسسي مجموعة المصورين السودانيين بالخرطوم عام 2009، عُرف من خلال المعارض الدولية لصوره وكذلك للتواصل والتدريب للمصورين في إفريقيا.

## السيرة الذاتية والمسيرة الفنية

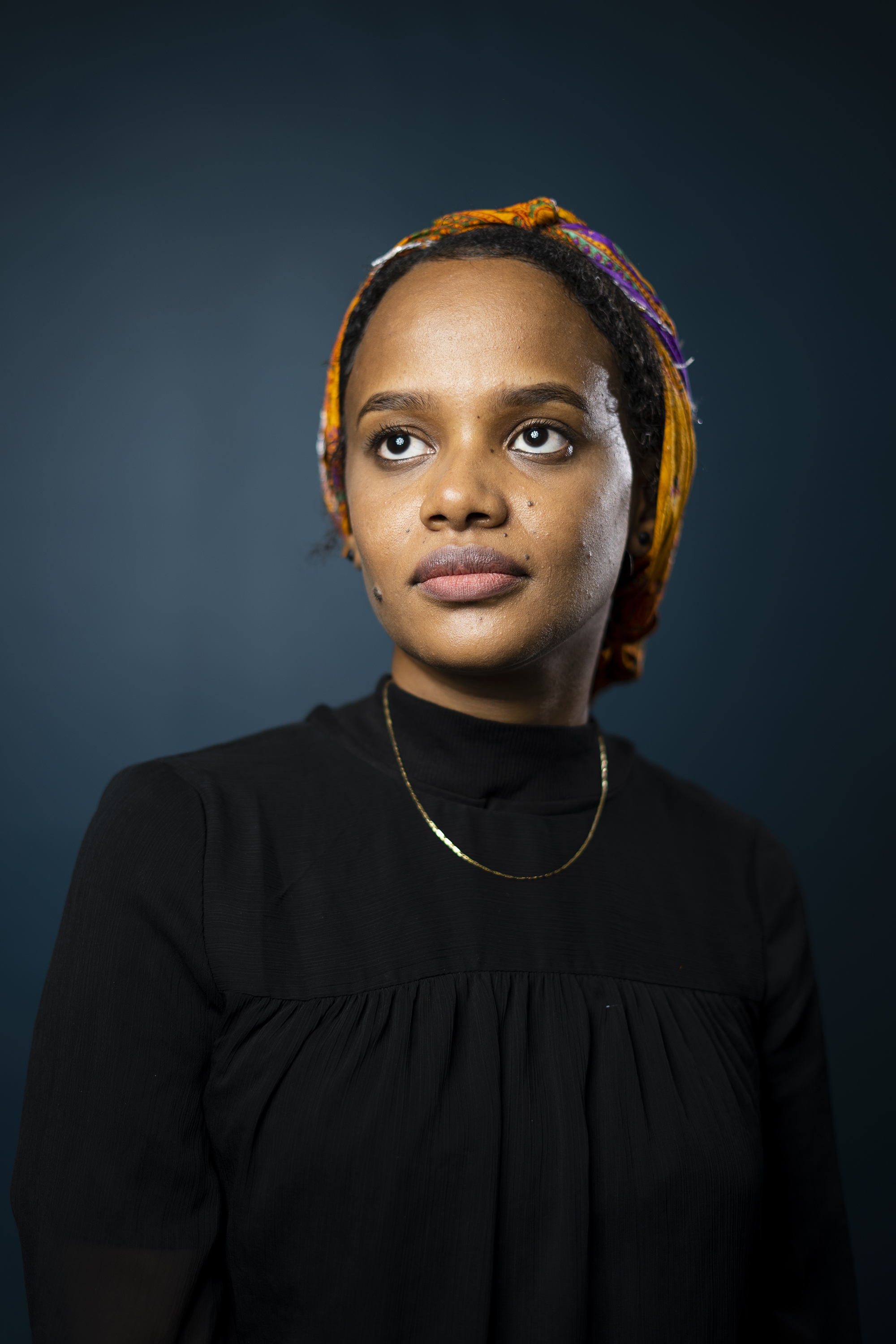
بورتريه للفنانة التشكيلية السودانية آمنة الحسن من تصوير علاء خير، 2020

ولد خير في نيالا، جنوب دارفور، وانتقل إلى العاصمة الخرطوم مع والديه عندما كان طفلاً. خلال العطلة الصيفية، كان يذهب بزيارات متكررة إلى نيالا وكمصور، قام فيما بعد بالتقاط صور لحياة الناس في منطقة جبال مرة.
درس خير الهندسة الميكانيكية في ماليزيا وبدأ كمصور ضوئي. ولدى عودته إلى السودان، قام هو ومصورون آخرون في الخرطوم بتأسيس مجموعة المصورين السودانيين. بدأت هذه المجموعة في التقاط الصور وتدريس التصوير الضوئي كشكل من أشكال الفن البصري، وكذلك المصورين الطموحين الآخرين في ورش العمل والمعارض الخاصة بهم.
شارك في التواصل والتدريب للمصورين في إفريقيا، ولا سيما مع "مراكز تعلم التصوير الضوئي في إفريقيا" في جوهانسبرغ، جنوب إفريقيا. تجمع هذه الشبكة منصات إفريقية نشطة في تعليم التصوير الضوئي، حيث "يتبادل الأعضاء الأفكار ومنهجيات التدريس ويتعلمون أيضًا كمدربين".
ومن الأمثلة على هذا التدريب والتواصل سلسلة من ورش العمل ومعارض الصور في الخرطوم بين عامي 2014 و2016، بعنوان "أسبوغ المقرن الضوئي". قدم معرض عام 2016 النتائج الجماعية لورشة عمل بعنوان "الأزمنة الحديثة"، أجراها في العام السابق المصوران ميشيل لوكيديس من جنوب إفريقيا وأندريه لوتزن من ألمانيا. في عام 2024، نشر لوتزن صوره الخاصة في كتاب الصور الضوئية "الخرطوم – قصة ثلاث مدن".
لعدة سنوات، عمل علاء خير كعضو تحكيم في لجنة جائزة التصوير الضوئي الإفريقي المعاصر (CAP) في بازل بسويسرا، "والتي تُمنح سنويًا لخمسة مصورين لأعمالهم في القارة الإفريقية، أو الذين يتعاملون مع الشتات الإفريقي".
أثناء مشاركته في محادثة عبر الإنترنت في أكتوبر 2022 مع المجموعات الخاصة بمكتبة جامعة دورهام ومشروع تراث التصوير الضوئي (PLP)، قبض عليه من شرطة الأمن السودانية، بسبب الاشتباه في تورطه في احتجاجات سابقة.
في أبريل 2024، نشرت مجلة ذا كونتيننت الإخبارية كيف تأثر علاء وعائلته بثورة 2018 وحرب 2023 في السودان. وفي بداية الثورة، كان قد انتقل بأسرته من الخرطوم إلى القاهرة. ثم عاد إلى السودان لتصوير الحركة المناهضة للحكومة في الخرطوم ومدن أخرى. ثم سافر إلى دارفور، المنطقة الغربية من السودان التي جاء منها والداه، من أجل البحث وتوثيق كيفية نجاة الناس هناك من عقود من الصراع. وبعد اندلاع الحرب بين الجماعات العسكرية المتعارضة، أصبح الغذاء والماء والكهرباء شحيحاً، ووجد علاء نفسه مهدداً من الجنود في شوارع منطقة الخرطوم. وبعد أن عاش بضعة أسابيع في منزل والديه في أم درمان، سافر إلى ود مدني، ثاني أكبر مدينة في البلاد. وقد لجأ العديد من الأشخاص الآخرين إلى تلك المدينة، ثم اضطر إلى الفرار من السودان إلى الإمارات العربية المتحدة، ولم يتمكن من التواصل إلا عبر الإنترنت مع والديه الذين بقوا في السودان، أو مع زوجته وأطفاله في مصر، التي أغلقت حدودها فعلياً أمام المزيد من اللاجئين السودانيين.

## الجوائز
- مسابقة قارتنا، مستقبلنا للتصوير الضوئي، الجائزة الثانية، 2013
- مسابقة التواصل من أجل صور المناخ، الجائزة الثانية، 2012
- صورة التعليم في الأمم المتحدة، 2010.[11]